# Barbara Hobom
Barbara Hobom (geb. Schnegg; * 6. Februar 1940 in Köln) ist eine deutsche Wissenschaftsjournalistin.

## Leben
Sie studierte Genetik, Biochemie und Mikrobiologie in München und Berlin und wurde am 2. November 1966 an der Ludwig-Maximilians-Universität München mit der Dissertation Zur Genetik der Resistenz von F+-Stämmen gegen männlich-spezifische Bakteriophagen. Untersuchungen am Beispiel E. coli / Phage fr. promoviert. Anschließend war sie zunächst in der molekularbiologischen Grundlagenforschung am Münchner Max-Planck-Institut für Biochemie, an der Stanford University sowie an der Albert-Ludwigs-Universität Freiburg tätig. Seit 1973 arbeitet sie als freiberufliche Wissenschaftsjournalistin – vor allem für die Frankfurter Allgemeine Zeitung. Ihre Veröffentlichungen, darunter mehrere Bücher, decken die Fachgebiete Gentechnik, Biotechnologie, Entwicklungsbiologie, Biochemie, Virologie, Immunologie und Molekularbiologie ab. In den 1990er Jahren hatte sie darüber hinaus einen Lehrauftrag für Wissenschaftsjournalismus an der Philipps-Universität Marburg inne.
Sie heiratete Gerd Hobom, der ein Jahr vor ihr in München promoviert hatte. Er wurde später Professor für Molekularbiologie in Freiburg und an der Justus-Liebig-Universität Gießen sowie Vorsitzender der Zentralen Kommission für die Biologische Sicherheit.
Das Centre for Biological Signalling Studies (BIOSS) der Albert-Ludwigs-Universität Freiburg vergab in den Jahren 2010, 2011 und 2012 den mit 10.000 Euro dotierten Barbara-Hobom-Preis an vielversprechende junge Wissenschaftlerinnen. Mit der Auszeichnung bedacht wurden exzellente Dissertationen von Doktorandinnen aus den Bereichen synthetische Biologie, Signaltransduktion und Bioengineering.

## Ehrungen
- 1995: Georg-von-Holtzbrinck-Preis für Wissenschaftsjournalismus[3][7]
- 2006: Lorenz-Oken-Medaille – „in Anerkennung ihrer Leistungen als Kommunikatorin zwischen Wissenschaft und Öffentlichkeit“[5]

## Publikationen (Auswahl)
- Georg Bauer, Barbara Hobom, Till Uwe Keil, Brian Martin: Lexikon der Grundlagenforschung. Band 1: Genetik, Immunologie, Virologie. Werk-Verlag Dr. Edmund Banaschweski, München 1976, ISBN 978-3-8040-0222-7.
- Barbara Hobom: Erforschtes Leben. Ein Sachbuch der modernen Biologie. Verlag Herder, Freiburg im Breisgau 1980, ISBN 3-451-18666-7.
- Barbara Hobom: Das Immunsystem des Menschen. Moleküle und Zellen in genialem Zusammenspiel. In der PZ-Schriftenreihe, Band 4, Govi-Verlag, Eschborn 1992, ISBN 978-3-7741-0295-8.
- Barbara Hobom: Kein Platz für verirrte Mikroben. Ergebnisse des Projektbeirates des Verbundprojektes „Sicherheitsforschung Gentechnik“. Bayer AG, Leverkusen 1995.
- Claudia Eberhard-Metzger, Ingrid Glomp, Barbara Hobom: Das Genom-Puzzle. Forscher auf der Spur der Erbanlagen. Springer Science+Business Media, Heidelberg 1998, ISBN 978-3-642-63783-4.